# 芥川瑠璃子
芥川 瑠璃子（あくたがわ るりこ、1916年9月21日 - 2007年8月1日）は、日本の随筆家。東京府（現：東京都）出身。夫は俳優・演出家の芥川比呂志。芥川龍之介の次姉・ヒサと2番目の夫・西川豊の長女で、龍之介の長男である比呂志は従弟に、ヒサと先夫の息子葛巻義敏は異父兄にあたる。比呂志との娘に芥川耿子がいる。

## 来歴・人物
義父で叔父の芥川龍之介、夫で従弟の芥川比呂志を始め、芥川家一族を描いた回想記を著した。
2007年8月1日、心筋梗塞のため東京都目黒区の病院で死去した。90歳没。墓所は、東京都豊島区巣鴨の慈眼寺。

## 著作
- 『双影 芥川龍之介と夫比呂志』（新潮社 1984年）
- 『影灯篭 芥川家の人々』（人文書院 1991年）
- 『青春のかたみ 芥川三兄弟』（文藝春秋 1993年）
- 編著 『芥川比呂志書簡集』（作品社、1982年）
- 遺著 『百年の薔薇　芥川の家の中で』（春陽堂書店、2014年）、芥川耿子編

## 参考書籍
- 芥川耿子『女たちの時間 芥川家四代の女性たち』（廣済堂出版、1992年）

| スタブアイコン | サブスタブ | この項目は、まだ閲覧者の調べものの参照としては役立たない、文人（小説家・詩人・歌人・俳人・作詞家・作家・放送作家・随筆家（コラムニスト）・文芸評論家）に関連した書きかけの項目です。この項目を加筆・訂正などしてくださる協力者を求めています（P:文学/PJ:作家）。 |